# Snedstreckad ekstyltmal

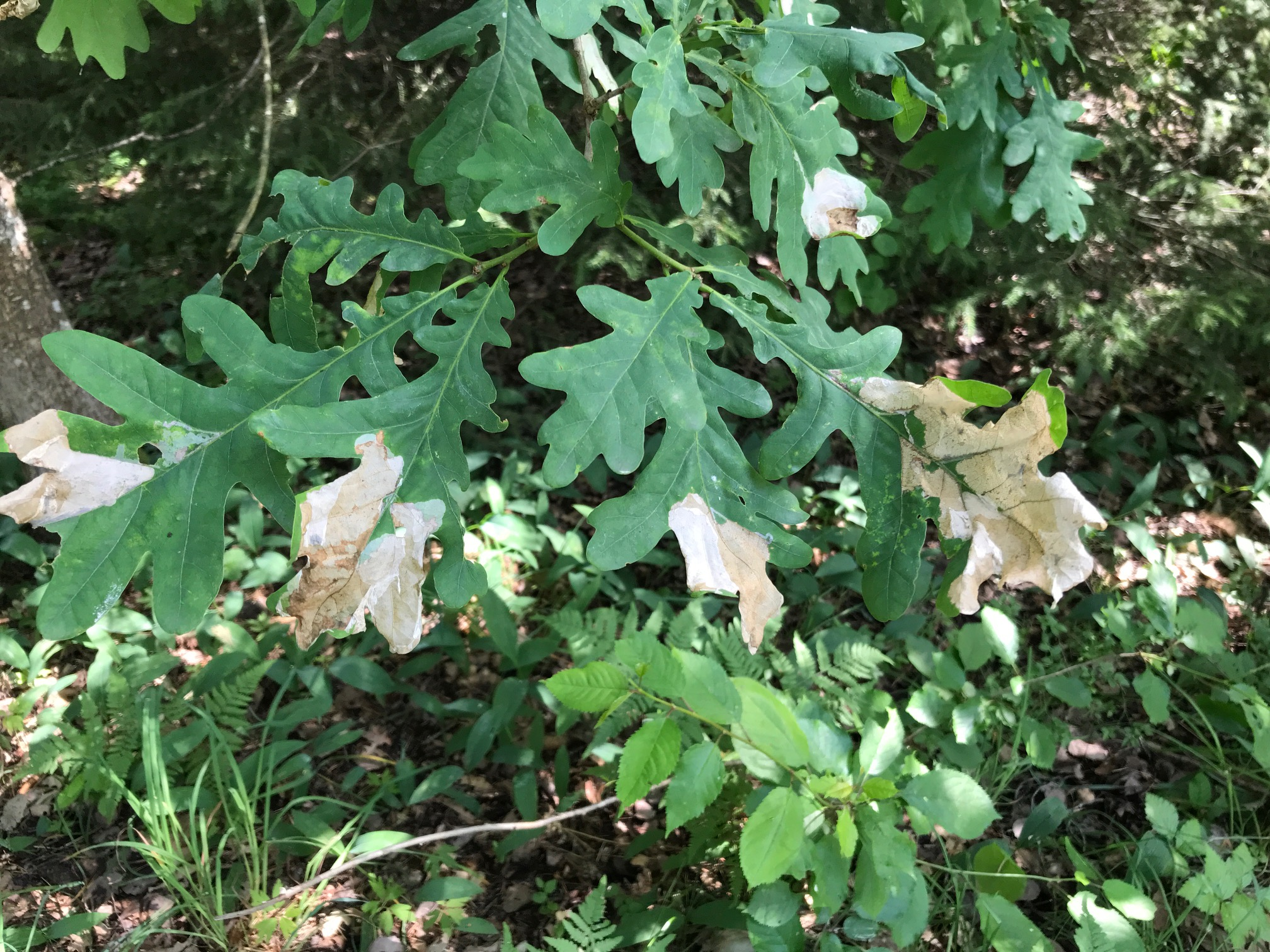
Senare på sommaren har minorna torkat och är bara bruna. Så ser det ut fram till löven fälls på hösten.

Snedstreckad ekstyltmal (Acrocercops brongniardellus) är en ca 5 mm lång fjärilsart som först beskrevs av J.C. Fabricius 1798.  Snedstreckad ekstyltmal ingår i släktet Acrocercops, och familjen styltmalar. Fjärilens larver lever på bladen av ekar.

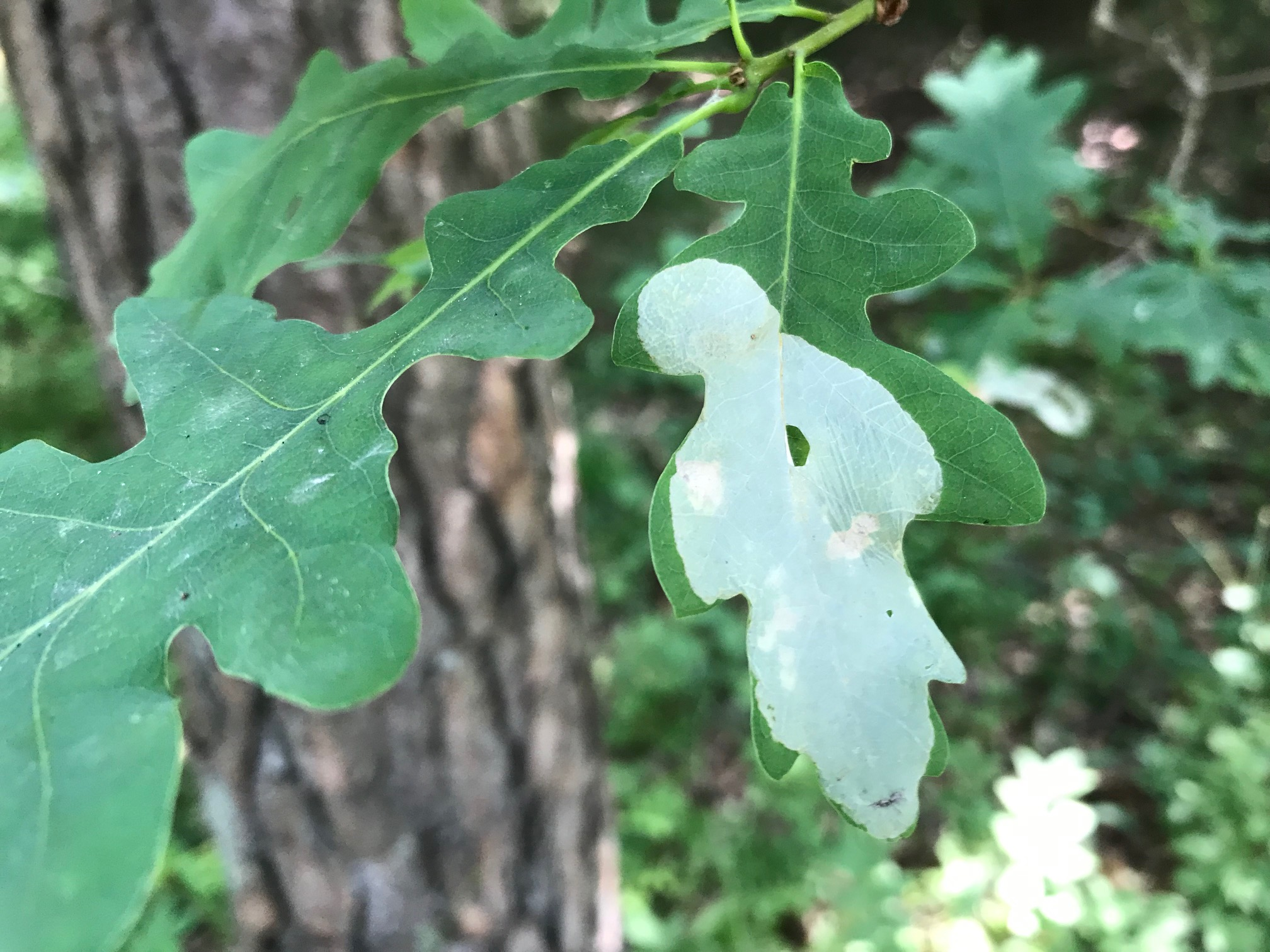
En mina av snedstreckad ekstltmal så som den ser ut då den är ny på försommaren.

På senare år har arten haft utbrott på ekar i Mälardalen. Den gör skador på bladen, genom att larverna äter ur innandömet och skapar "minor" under försommaren. Vid hårda angrepp kan hela ekbestånd se bruna ut under större delen av sommaren. Arten finns i hela ekens utbredningsområde i Sverige, men det är främst från Mälardalen som stora angrepp förekommit. Det finns flera andra fjärilsarter som också gör minor på ekblad.
Enligt den finländska rödlistan är arten nära hotad i Finland. .